# Fáscia plantar
A fáscia plantar é um tecido conjuntivo espesso (aponeurose) que dá suporte ao arco plantar profundo (face plantar). Ela se estende da tuberosidade do calcâneo (osso do calcanhar) para os ossos metatarsais.